# Apeadeiro de Lobazes
O Apeadeiro de Lobazes foi uma gare do Ramal da Lousã, que servia a localidade de Lobazes, no Distrito de Coimbra, em Portugal.

## Descrição
O abrigo de plataforma situava-se do lado nascente da via (lado esquerdo do sentido ascendente, a Serpins).

## História

### Abertura ao serviço
Este apeadeiro encontrava-se no troço entre as Estações de Coimbra e Lousã do Ramal da Lousã, que abriu à exploração em 16 de Dezembro de 1906, pela Companhia Real dos Caminhos de Ferro Portugueses.

### Século XXI
Em Fevereiro de 2009, a circulação no Ramal da Lousã foi temporariamente suspensa para a realização de obras, tendo os serviços sido substituídos por autocarros.

Em 4 de Janeiro de 2010, o troço entre o Apeadeiro de Coimbra-Parque e a Estação de Miranda do Corvo foi desactivado, para a reconversão do sistema ferroviário num metro de superfície, tendo sido criado um serviço rodoviário de substituição. Já em 2007, o projeto apresentado para o Metro Mondego (entretanto nunca construído) preconizava a inclusão de Lobazes como uma das 14 interfaces do Ramal da Lousã a manter como estação/paragem do novo sistema.